# Tokorcs, Vas
Tokorcs  este un sat în districtul Celldömölk, județul Vas, Ungaria, având o populație de 342 de locuitori (2011). 

## Demografie
Componența etnică a satului Tokorcs
     Maghiari (99,06%)
     Germani (0,94%)
Componența confesională a satului Tokorcs
     Luterani (40,06%)
     Romano-catolici (29,24%)
     Fără religie (3,8%)
     Necunoscută (26,02%)
     Reformați (0,88%)
Conform recensământului din 2011, satul Tokorcs avea 342 de locuitori. Din punct de vedere etnic, majoritatea locuitorilor (99,06%) erau maghiari. Nu există o religie majoritară, locuitorii fiind luterani (40,06%), romano-catolici (29,24%) și persoane fără religie (3,8%). Pentru 26,02% din locuitori nu este cunoscută apartenența confesională.